# Nereis granulata
Nereis granulata är en ringmaskart som beskrevs av Francis Day 1957. Nereis granulata ingår i släktet Nereis och familjen Nereididae. Inga underarter finns listade i Catalogue of Life.